# De Nes (Texel)
De Nes is een buurtschap in de gemeente Texel in de provincie Noord-Holland.
De Nes op het Nederlandse waddeneiland Texel is ontstaan in de polder Nesse. Daarin lag een dijk genaamd 'Den Eysch', ook wel Nessedijk genoemd, die van Oosterend naar Spang liep. De plaatsnaam is ontleend aan een schapenhok zonder dak (alleen een hek), dat in een weiland stond. De boerderij die erbij hoorde werd al bewoond in 1691 en heet zoals de buurtschap. Later kwamen er meer boerderijen en zo ontstond een woonkern.
De weg die door de buurtschap loopt heet thans de Nesweg.
Dorpen en gehuchten: 't Horntje · De Cocksdorp · De Koog · De Waal · Den Burg · Den Hoorn · Oosterend · Oudeschild

Buurtschappen: Bargen · Burger Nieuwland · De Kuil · De Naal ·  De Nes · De Westen · Dijkmanshuizen · Driehuizen · Harkebuurt · Het Noorden · Midden-Eierland · Molenbuurt · Nieuweschild · Noord Haffel · Noorderbuurt · Ongeren · Oost · Spang · Spijkdorp · Tienhoven · Westergeest · Westermient · Zevenhuizen · Zuid-Eierland · Zuid Haffel

Noord-Holland: Steden en dorpen in Noord-Holland      Nederland: Provincies · Gemeenten